# 朱鎮旴
朱 鎮旴（チュ・ジヌ、朝鮮語: 주진우/朱鎭旴、1949年8月28日 - ）は、大韓民国の実業家、政治家。第15・16代韓国国会議員。カトリック教徒。
本貫は新安朱氏。父は実業家の朱仁龍、母は具常の弟子で詩人の李一香。詩人の李雪舟は母方の祖父、元国会議員の朱秉煥は再従祖父。

## 経歴
慶尚北道星州郡出身。ソウル大学校政治学科卒。コロンビア大学大学院、ソウル大学校経営大学院AMP課程、高麗大学校言論大学院最高位言論課程修了。思潮産業株式会社会長、韓国貿易協会理事、韓国経済人連合会理事、新韓国党民生改革特別委員会農畜水産文化委員長・中央常務委員会農水産分科委員長、国会農林海洋水産委員・院内副総務、ハンナラ党農林海洋水産政策諮問委員長・中央青年委員会委員長・経済対策特別委員・党務委員・総裁秘書室長・国家革新委員会行政室長・経済2職能委員会委員長などを務めた。